# Sorbus carmesina
Sorbus carmesina är en rosväxtart som beskrevs av Mcall.. Sorbus carmesina ingår i släktet oxlar, och familjen rosväxter. Inga underarter finns listade i Catalogue of Life.